# سی‌سی‌پی‌ای (بیوشیمی)
سی‌سی‌پی‌ای (بیوشیمی) (به انگلیسی: CCPA (biochemistry)) با فرمول شیمیایی C۱۵H۲۰ClN۵O۴ یک ترکیب شیمیایی با شناسه پاب‌کم ۱۲۳۸۰۷ است. که جرم مولی آن 369.80 g/mol می‌باشد. 